# Upsetter Collection
A The Upsetter Collection egy 1994-es válogatáslemez Lee "Scratch" Perry-től.

## Számok
1. Cold Sweat: The Upsetters
2. Return Of Django: The Upsetters
3. Check Him Out: The Bleechers
4. Django Shoots First: The Upsetters
5. Kill Them All: Lee Perry & The Upsetters
6. The Vampire: The Upsetters
7. Drugs And Poison: The Upsetters
8. Sipreano: Lee Perry & The Upsetters
9. Black I.P.A.: The Upsetters
10. Bucky Skank: Lee Perry
11. Words Of My Mouth: The Gatherers
12. Tipper Special: The Upsetters
13. Cow Thief Skank: Lee Perry & Charlie Ace
14. French Connection: The Upsetters
15. Better Days: Carlton & His Shoes
16. Freak Out Skank: The Upsetters